# Липники (Коростенський район)
Ли́пники — село в Україні, в Лугинській селищній громаді Коростенського району Житомирської області. Населення становить 1 тис. осіб.

## Географія
На південному заході від села бере початок річка Лютішик, ліва притока Жерева.

## Історія

### XIX століття
У 1880 році Людвіг та Марія Млодзієвські заснували гуральню. Вона розміщувалася на лівому березі річки Повчанка. Працювало там три робітники. Ця гуральня стала початком сучасного спиртзаводу.
У 1897 році в Липниках було відкрито церковно-парафіяльну школу. Першим вчителем школи був Михайло Невмержицький, родом із села Левковичі Овруцького району. Керівником був священик місцевої Святотроїцької церкви Никанор Гриневич. Школа була однорічною. Перший випуск був 1898 року — 7 учнів. Всього до революції 1917 року школу закінчило 190 дітей.
У 1906 році село Норинської волості Овруцького повіту Волинської губернії. Відстань від повітового міста 30 верст, від волості 15. Дворів 178, мешканців 1074.

### Міжвоєнний період
З 1917 року по 1920 рік село входило до складу Української Народної Республіки.
У 1930-31 роках в Липниках, як і по всій Україні, була проведена насильницька колективізація, всі повинні були вступити в колгосп. Декілька сімей, які це не зробили «розкуркулили» і вислали до Сибіру.
У 1932–1933 роках село зазнало голодомору.
У 1938 році Липницька семирічна школа стала середньою з десятирічним терміном навчання. Перший випуск середньої школи припав на 1941 рік. Закінчило школу тоді 10 учнів.

### Німецько-радянська війна

Пам'ятник на місці розстрілу жертв нацизму

22 червня 1941 року почалася радянсько-німецька війна. 1 липня  Липники вже були окуповані і пробули під окупацією до 30 грудня 1943 року. 31 грудня 1942 року група партизан грабувала сільський магазин. В цей час із Лугин на Словечне ішов німецький есесівський батальйон. За два кілометри попереду батальйону їхав воєнний мотоцикл. Партизани побачили його і обстріляли із села. Після чого втекли. Есесівці оточили село і почали виганяти із хат всіх чоловіків. Їх розстрілювали з кулеметів при в'їзді в село. Всього в той день загинуло 68 осіб. Крім цього, у різні періоди окупації карателі повісили ще трьох людей. На фронтах війни загинуло сто мешканців села. Їм встановлено обеліск у центрі села. Жертвам розстрілу встановлено пам'ятник при в'їзді в село. У 1943 році партизани спалили приміщення школи.

### Післявоєнний період
Після війни дітям не було де навчатись, тому школу влаштовували у старій лікарні і навіть у приватних будинках. Лише у 1945 році була відбудована і відновлена середня школа. У 1948 році всі хутори навколо Липник було ліквідовано і людей примусово переселили у село. З цього моменту всі жителі входили до одного колгоспу.

## Відомі люди
- Жук Микола Вікторович (1977—2015) — капітан Збройних сил України, учасник російсько-української війни.
- Уткін В'ячеслав Олександрович (1977—2014) — старший лейтенант, заступник командира реактивної артилерійської батареї з озброєння реактивного артилерійського дивізіону 30-ї окремої механізованої бригади (Новоград-Волинський). Загинув під час артилерійського обстрілу проросійськими терористами.
- Шехтман Мануїл Йосипович (1900—1941) —  — український художник, митець-монументаліст, графік, театральний художник.